# Хауърд (окръг, Айова)
Вижте пояснителната страница за други значения на Хауърд.
Окръг Хауърд (на английски: Howard County) е окръг в щата Айова, Съединени американски щати. Площта му е 1228 km², а населението - 9932 души (2000). Административен център е град Креско.